# Bhaktapur
Bhaktapur (nepalski: भक्तपुर), Bhadgaon, što znači "Grad obožavatelja") ili Kvopa (nepalski bhasa jezik: ख्वप Khwopa) je stari grad naroda Nevari u kutu doline Katmandu u Nepalu, 13 km istočno od Katmandua. On je tijekom druge polovice 15. stoljeća bio Nepalskom prijestolnicom dinastije Malla, slavan po svojoj bogatoj kulturi, hramovima, te umjetninama od drveta, metala i kamena.

## Povijest
Dolina Katmandu je politički i kulturno dominirala ovim dijelom Nepala, a njena mitološka i dokumentirana povijest su toliko povezani da ih je teško razdvojiti. Izvornog imena Khwopinggram ("Stari grad"), grad je oduvijek bio na važnom putu svile koji je povezivao Indiju s Kinom preko Tibeta. Taj mu je položaj osigurao razvoj i blagostanje.
On je tijekom druge polovice 15. stoljeća postao nepalskom prijestolnicom dinastije Malla, odakle je 1768. godine Prithvi Narayan Shah osvojio ostatk Nepala.
God. 1934. pogodio ga je strašan potres u kojemu je poginuo veliki broj ljudi i srušene su mnoge povijesen zgrade. Zato se Durbar trg danas čini mnogo prostranijim od istoimenih dvorskih trgova u Katmanduu i Patanu.

## Znamenitosti
Dolina Katmandu je zbog brojnih kulturno-povijesnih spomenika upisan na listu svjetske baštine UNESCO-a. Jedan od sedam ovih spomenika je Durbar trg ("dvorski trg") koji ima oblik spiralne školjke, jednog od simbola Bude. Na trgu se nalaze i:
- Durbar palača s 55 prozora koju je izgradio radža Jitamitra Malla 1769. godine od kada je bila kraljevskim dvorom i prijestolnicom Nepala. Danas je Državna galerija,
- Zlatna vrata koja vode do dvora Mulchok u kojemu se nalazi hindusistički hram Taleju Bhawani.

A u gradu se nalzi više od 40 hramova (kao što su: Nagarkot, Surya Vinayak, Kamal Vinayak, Siddha Pokhari i Chonga Ganesh) i drugih važnih spomenika kao što su:
- Još tri trga:  Taumadhi, Dattatreya i Trg lončara,
- Sidhin hram Nyatapola (1701.) s petokatnom pagodom,
- "Božanska čudesna vizija" koji je najveća skulptura Šive (linga) sa Zlatnim vratima i prekrasnim prozorima u obliku pauna, i dr.

- Zlatna vrata Durbar palače
- Skulptura vjernika na glavnom trgu
- Nyatapola hram
- Bhairavnath hram

## Vanjske poveznice
|  | Zajednički poslužitelj ima još gradiva o temi Bhaktapur |

- Virtualni obilazak Nepala
- Stare fotografije Bhaktapura iz 1920.